# José Ignacio Wert
José Ignacio Wert Ortega (ur. 18 lutego 1950 w Madrycie) – hiszpański polityk, samorządowiec, menedżer i dyplomata, parlamentarzysta, w latach 2011–2015 minister edukacji, kultury i sportu.

## Życiorys
Ukończył w 1972 prawo na Uniwersytecie Complutense w Madrycie, dwa lata później uzyskał dyplom z zakresu socjologii polityki w Centro de Estudios Políticos y Constitucionales. Od lat 70. pracował na różnych stanowiskach w RTVE, w 1980 został przez Senat powołany w skład rady dyrektorów. Był również zastępcą dyrektora generalnego w kancelarii premiera. Od połowy lat 70. do początku następnej dekady pracował również jako nauczyciel akademicki na Universidad Autónoma de Madrid.
Działał w reprezentującym lewicę chrześcijańską ugrupowaniu Izquierda Democrática, a następnie w Unii Demokratycznego Centrum. Po rozpadzie tej formacji dołączył do Demokratycznej Partii Ludowej, pełniąc w niej funkcję rzecznika. W latach 1983–1986 był radnym Madrytu, następnie do 1987 sprawował mandat posła do Kongresu Deputowanych III kadencji.
W 1987 wycofał się z działalności politycznej. Do 2003 pełnił funkcję prezesa przedsiębiorstwa Demoscopia, zajmującego się przeprowadzaniem badań opinii publicznej. W międzyczasie był także m.in. dyrektorem generalnym przedsiębiorstwa branży reklamowej i prezesem ANEIMO, zrzeszenia firm marketingowych. Od 2003 był zatrudniony na dyrektorskim stanowisku w BBVA, jednym z największych hiszpańskich banków. W latach 2003–2010 reprezentował tę instytucję w EFQM, europejskiej fundacji zarządzania jakością, w której także zajmował stanowisko prezesa. Od 2005 do 2006 kierował europejskim stowarzyszeniem ESOMAR. Od 2005 prowadził również własne przedsiębiorstwo konsultingowe.
W grudniu 2011 z rekomendacji Partii Ludowej objął urząd ministra edukacji, kultury i sportu w rządzie Mariano Rajoya. W czasie jego urzędowania gabinet w ramach przeciwdziałania kryzysowi finansowemu przeforsował w parlamencie znaczne cięcia wydatków m.in. na edukację, co w maju 2012 doprowadziło do strajku generalnego całego sektora edukacji. W czerwcu 2015 José Ignacio Wert odszedł ze stanowiska, zastąpił go wówczas Íñigo Méndez de Vigo. W tym samym roku powierzono mu funkcję ambasadora Hiszpanii przy Organizacji Współpracy Gospodarczej i Rozwoju.